# Jeanette Pohlen
Jeanette Pohlen, coniugata Mavunga (Downey, 2 maggio 1989), è un'ex cestista statunitense, professionista nella WNBA.

## Carriera
È stata selezionata dalle Indiana Fever al primo giro del Draft WNBA 2011 (9ª scelta assoluta).
Con gli Stati Uniti ha disputato le Universiadi di Belgrado 2009.

## Palmarès
- Campionessa WNBA (2012)
- Migliore tiratrice da tre punti WNBA (2011)